# Jakob Scheuring
Jakob Scheuring (* 29. Oktober 1912 in Odenheim, Kreis Bruchsal; † 8. Dezember 2001 ebenda) war ein deutscher Leichtathlet, der bei den Europameisterschaften 1938 in Paris erfolgreich war: Im 200-Meter-Lauf wurde er Zweiter (21,6 s), und mit der deutschen 4-mal-100-Meter-Staffel wurde er Europameister (40,9 s, zusammen mit Manfred Kersch, Gerd Hornberger und Karl Neckermann; Jakob Scheuring als Schlussläufer).
Scheuring wurde insgesamt fünfmal Deutscher Meister, dreimal Vizemeister und einmal Dritter. Drei seiner Meistertitel gewann er auf seiner Paradestrecke, den 200 Metern (1938, 1939 und 1941). Auf dieser Distanz wurde er zudem zweimal Vizemeister (1940 und 1946) und errang einen dritten Platz (1937). Hinzu kommt auf der 100-Meter-Strecke eine deutsche Meisterschaft (1941) sowie eine Vizemeisterschaft (1939) und die Meisterschaft mit der 4-mal-100-Meter-Staffel der Stuttgarter Kickers 1946.
Jakob Scheuring startete zunächst für den Verein Turnerbund Ottenau, ab 1941 für die Stuttgarter Kickers. In seiner Wettkampfzeit war er 1,76 m groß und wog 74 kg. In Ottenau sind eine Sporthalle und eine Laufveranstaltung nach ihm benannt.